# Grand Est
Grand Est je jeden z 13 metropolitních regionů Francie. Správním střediskem regionu je město Štrasburk.

## Historie
Vznikl 1. ledna 2016 sloučením tří bývalých regionů Alsasko, Champagne-Ardenne a Lotrinsko. 

## Departementy
- Ardensko
- Aube
- Marne
- Haute-Marne
- Meurthe-et-Moselle
- Meuse
- Moselle
- Bas-Rhin
- Haut-Rhin
- Vosges